# Йосип Іванович
Йосип Іванович — живописець другої половини 17 століття.
Згідно з архівними документами, Йосип Іванович, «діла малярського майстер», «обиватель» м. Лубен «з челяддю», в 1689—1693 рр. виконав ікони для Спаського собору та надбрамної Михайлівської церкви Лубенського Мгарського монастиря.
Майстерність Йосипа Івановича високо цінували сучасники. Існує припущення, що його пензлеві належить видатний твір українського живопису — ікона «Розп'яття» з портретним зображенням Леонтія Свічки, полковника Лубенського, та з зображенням монастиря, ймовірно, Мгарського, ктитором якого він був.